# La Maroma
La Maroma ist ein Berg in Andalusien, Südspanien, dessen Gipfel auf einer Höhe von 2066 msnm liegt.

## Geographie, Namensgebung
Der südliche Teil des Berges liegt im Bezirk Axarquía in der Provinz Málaga. Dort befindet sich auch der höchste Punkt der Provinz. Der nördliche Teil des Berges gehört zum Bezirk Alhama de Granada und somit zur Provinz Granada. Der Gipfel von La Maroma liegt somit in der Provinz Granada.
Geographisch gesehen gehört er zur Cordillera Penibética und ist Teil des Naturparks Parque Natural de las Sierras de Tejeda, Almijara y Alhama.
Der ursprüngliche Name des Berges lautete Tejeda. Als Maroma wurde dagegen ein Abgrund bezeichnet, der dem Berggipfel am nächsten ist. Beim Treff einiger Menschen an dieser Stelle kam die Verwechslung zustande und führte schließlich zur Umbenennung des Berges.

## Flora und Fauna
In früheren Jahrhunderten gab es am Fuße und an den Hängen des Maroma zahlreiche Eiben. In der heutigen Zeit finden sich dagegen hier Pinien, Kiefern, wilder Oregano, verschiedenes Buschwerk sowie Moose und Flechten. Im Bewuchs gibt es Nester von Vögeln und unzählige Insekten, die Hänge werden von Ziegen bevölkert. Auch Frösche können hier leben, da etliche von Quellen gespeiste kleine Tümpel gute Bedingungen für das Jugendstadium, die Kaulquappen, bieten.
Der Berggipfel liegt dagegen oberhalb der Baumgrenze.